# Stara Pisocina, Horodok
Stara Pisocina (în ucraineană Стара Пісочна) este localitatea de reședință a comunei Stara Pisocina din raionul Horodok, regiunea Hmelnîțkîi, Ucraina.

## Demografie
Componența lingvistică a localității Stara Pisocina
     Ucraineană (98,83%)
     Alte limbi (1,17%)
Conform recensământului din 2001, majoritatea populației localității Stara Pisocina era vorbitoare de ucraineană (98,83%), existând în minoritate și vorbitori de alte limbi.